# Komaritschi (Kaliningrad)
Komaritschi (russisch Комаричи, deutsch Stumbern, 1938–1945 Auersfeld) war ein Ort im Osten des Rajons Osjorsk in der russischen Oblast Kaliningrad, der vermutlich um 1980 verlassen wurde. 

## Geographische Lage
Komaritschi lag am Nordwestrand der Rominter Heide und zwei Kilometer westlich der Straße (frühere deutsche Reichsstraße 132), die Gussew (Gumbinnen) und Olchowatka (Walterkehmen, 1938–1946 Großwaltersdorf) mit Smirnowo (Kiauten, 1938–1946 Zellmühle) verbindet und weiter bis zum russisch-polnischen Grenzübergang „Gussew/Gołdap“ (Gumbinnen/Goldap) und nach Polen führt. 

## Geschichte
Das frühere Stumbern war eine von elf Gemeinden, die am 18. März 1874 den neuen Amtsbezirk Schlaugen (russisch: Torfjanoje) bildeten. Bis 1945 gehörte er zum Landkreis Goldap im Regierungsbezirk Gumbinnen der preußischen Provinz Ostpreußen.
Im Jahre 1910 lebten hier 87 Einwohner. Ihre Zahl stieg bis 1933 auf 103 und betrug 1939 noch 88.
Am 3. Juni 1938 wurde Stumbern im Zuge der Umbenennung von Orten in Ostpreußen im Jahr 1938 in „Auersfeld“ umbenannt, die amtliche Bestätigung des neuen Namens erfolgte am 16. Juli 1938.
Im Januar 1945 wurde der Ort von der Roten Armee besetzt. Die neue Polnische Provisorische Regierung ging zunächst davon aus, dass er mit dem gesamten Kreis Goldap unter ihre Verwaltung fallen würde. Im Potsdamer Abkommen (Artikel VI) von August 1945 wurde die neue sowjetisch-polnische Grenze aber unabhängig von den alten Kreisgrenzen anvisiert, wodurch der Ort unter sowjetische Verwaltung kam. Die polnische Umbenennung des Ortes in Stąbry im Oktober 1948 wurde (vermutlich) nicht mehr wirksam. Im Juli 1950 erhielt der Ort die russische Bezeichnung Komaritschi und wurde in den Dorfsowjet Gawrilowo im Rajon Osjorsk eingeordnet. Der Ort wurde offenbar um 1980 verlassen. In der Nähe befindet sich (amtlich) seit 1997 der Ort Kamaritschi.

## Kirche
Bis 1945 war Stumbern/Auersfeld mit seiner überwiegend evangelischen Bevölkerung in das Kirchspiel Gawaiten (1938–1946 Herzogsrode, seit 1946: Gawrilowo) eingegliedert. Es gehörte zum Kirchenkreis Goldap (jetzt polnisch: Gołdap) in der Kirchenprovinz Ostpreußen der Kirche der Altpreußischen Union. Letzter deutscher Geistlicher war Pfarrer Willy Schiweck.